# 名前シール
名前シール（なまえシール）は、持ち物に名前をつけて識別するための、裏に糊が付いたシールである。

## 概要
小学校低学年の算数教育に使われる副教材である算数セットには、おはじき、計算カード、かぞえぼうなど紛失しやすい小さな教材がたくさんあり、子供が自分の所有物として識別出来るよう小学校側から名前付けを依頼されることが多い。新一年生を持つ保護者は、入学準備として、手書きで全てに名前を付けをしなければならず、時間がかかる負担作業となっていた。
そこで、オンデマンド印刷技術の発達により、ひとりの子供の名前を印刷したシールが「算数セット・おけいこ道具」に貼るだけの手軽な名前付けのシールが「名前シール」として考案され、新入学の必需品として認知されていった。同時に、表が無地で裏に糊が付いている手書きで名前を書き込むタイプの名前シールも、直接ペンで名前を書きづらい小物の名前付けに重宝された。
名前シールは、発売当初は、全国のスーパーやホームセンター、百貨店の店頭で注文したり、店頭販売している購入申込書やメーカーに送って注文する方法や、幼稚園・保育園などで出入業者が注文を取る方法が主流だったが、現在は、インターネットでのWEBサイトからの注文が急増している他、家庭用のインクジェットプリンター普及によって、自宅で名前をプリントするラベルタイプの商品も増えてきている。
今後、名前シールは、保育所での乳児の持ち物、介護施設での高齢者の持ち物など、集団生活で持ち物の識別をするためのものとして、幼児や小学生に限らない幅広い世代に更に需要が見込まれている。